# Sally McCallum
Sally McCallum, född 7 augusti 1940, är en friidrottare från Kanada. Hon deltog vid olympiska sommarspelen 1960.